# Sergio Peris-Mencheta
Luis Sergio Peris-Mencheta Barrio, né le 7 avril 1975 à Madrid, connu également sous le nom de Sergio Peris-Mencheta, est un acteur espagnol de théâtre, de cinéma et de télévision, ainsi qu'un directeur de théâtre.

## Biographie
Luis Sergio Peris-Mencheta Barrio est né le 7 avril 1975 à Madrid,,, fils d'un père espagnol et d'une mère née à Moscou, fille d'exilés espagnols. Joueur de rugby pour le Club de Rugby Liceo Francés, il a également fait partie d'équipes internationales qui ont remporté plusieurs championnats et a été capitaine de son équipe de jeunes. Après avoir terminé ses études secondaires, il s'inscrit à l'Université Charles-III de Madrid, mais en participant au groupe de théâtre universitaire dirigé par Inés París, il découvre le désir de devenir acteur.
En 1998, Peris-Mencheta décroche un rôle dans la série télévisée dramatique pour adolescents Al salir de clase, qui lui vaut sa popularité. Il a joué Dani Daroca, l'un des élèves de l'école Siete Robles.
Il a fait ses débuts au cinéma dans Jara, sorti en 1999, dans lequel il a joué aux côtés d'Olivia Molina et de sa mère, l'actrice chevronnée Ángela Molina,. Il rentre dans la peau de Tato, un homme qui trouve une femme mystérieuse et belle vivant seule dans la forêt depuis qu'elle est enfant, entamant une relation trouble.
En 2017, il a épousé l'actrice Marta Solaz (es), avec qui il a eu 2 enfants.

## Filmographie
| An        | Titre                               | Rôle                  |
| --------- | ----------------------------------- | --------------------- |
| 1999      | Jara                                | Tato                  |
| 2000      | El arte de morir                    | Ramon                 |
| 2000      | Menos es màs                        | Carlos                |
| 2001      | Dame de Porto Pim                   | Lucas                 |
| 2003      | Les Marins perdus                   | Nedim                 |
| 2004      | Agents secrets                      | Raymond               |
| 2004      | Earth's Skin                        | Pablo                 |
| 2004      | Tiovivo c. 1950                     | Jeune détenu          |
| 2006      | Toi et moi                          | Pablo                 |
| 2006      | Los Borgia                          | César Borgia          |
| 2007      | Luz de domingo                      |                       |
| 2007      | Sa Majesté Minor                    | Karkos                |
| 2010      | 18 Meals                            | Sergio                |
| 2010      | Amour Ranch                         | Armando Bruza         |
| 2010      | Resident Evil : l'au-delà           | Angel Ortiz           |
| 2011      | El Capitán Trueno et le Santo Grial | Capitán Trueno        |
| 2012      | La mémoire dans la chair            | Tomas                 |
| 2015      | Hablar                              | El Profeta            |
| 2015      | The Evil That Men Do                | Martin                |
| 2016      | Estirpe                             | Sergio Peris-Mencheta |
| 2016      | Los comensales                      | Sergio                |
| 2017      | Llueven vacas                       | Ferdinand             |
| 2017-2023 | Snowfall                            | Gustavo               |
| 2018      | Seule la vie...                     | Javier Gonzalez       |
| 2019      | Close to his chest                  | Antoine               |
| 2019      | Rambo: Last Blood                   | Hugo Martinez         |
| 2021      | SOZ : Soldiers or Zombies           | Marroquin             |
| 2021      | Xtreme                              | Finito                |
| 2022      | Magallanes                          | Capitaine Carthagène  |
| 2023      | The Meg 2: The Trench               | Montes                |